# Vida de gossos
Vida de gossos (títol original en italià: Vita da cani) és una pel·lícula italiana de 1950 dirigida per Mario Monicelli i Steno; més tard, Monicelli va revelar que era l'únic director. Aquesta pel·lícula ha estat doblada al català.

## Argument
Nino Martoni és el còmic d'una companyia atrotinada de vodevil. Entre els seus ballarins destaquen Lucy, la soubrette, capriciosa i tossuda, Franca, que ha deixat amargor i patiment el seu estimat xicot Carlo, perquè era massa pobre per a les seves ambicions, que aspira a una vida còmoda i luxosa i Vera, en amor correspost, amb Mario, fill d'un ric i adinerat burgès.
A la companyia s'uneix la Margherita, que ha fugit del poble i és buscada per la policia en nom dels seus pares, i és rebuda pel gerent mogut per la noia espantada i malenconiosa.
Quan Lucy, després d'un nou altercat amb Nino, abandona la companyia, la substitueix per Margherita que revela talents insospitats com a ballarina i cantant. L'èxit de la noia, rebatejada com Rita Buton, a l'Alambra de Roma és aclaparador i l'empresari del teatre, molt satisfet, signa un contracte amb la companyia per dos mesos.
Malauradament, l'èxit i la fama no seran per a tothom:
Franca accepta de mala gana les atencions d'un empresari molt ric però llefiscós i repugnant, atreta per la vida còmoda que li pot oferir i que ella anhela. Aleshores s'acabarà suïcidant poc després del casament llançant-se per una finestra, quan el seu marit repel·lent la presenta al seu director tècnic acabat de contractar, que no és altre que Carlo, que mentrestant ha aconseguit fer apreciar el seu talent i patentar un dels seus invents...
El pare d'en Mario s'uneix al seu fill que ha fugit de casa per córrer darrere de la seva estimada, encara menor d'edat. A la comissaria, on la noia és citada juntament amb Nino, acusada d'elusió de menors, però, l'inesperat succeeix quan la Vera reconeix en l'home, el noi que li havia donat un ascens amb el cotxe i que havia intentat, en va, maltractar-la. En aquell moment el pare d'en Mario, amargament contrari a la relació del seu fill amb una ballarina, s'adona que la Vera és una noia bona i seriosa i l'accepta, demanant perdó i retirant la seva queixa. Vera, radiant i feliç, prefereix el matrimoni a la carrera.
Mentrestant, Nino, enamorat de la bella Rita, està disposat a fer la seva declaració d'amor amb un preuat anell com a regal, però sense veure's és testimoni d'una important oferta de compromís de la noia per part d'un conegut i prestigiós empresari teatral de Milà, que va quedar favorablement impressionat pel talent de la jove mentre assistia a l'espectacle.
Nino, de mala gana, sacrificant els seus sentiments per la Rita i, per tant, no volent posar en perill la carrera de la jove, l'acull malament, fins i tot expulsant-la de la seva companyia. La noia atordida, incapaç d'entendre el comportament de l'home, fuig del teatre plorant i va a signar el contracte amb l'empresari de Milà.
A hores d'ara Margherita, àlies Rita Buton, s'ha convertit en una corista famosa i aclamada; Nino va en secret al teatre on està actuant i deixa un ram de flors anònim a l'entrada per ser lliurat a la noia.
Nino es queda amb la resta de la companyia, en la qual la Lucy pren el relleu, mentrestant sense feina, continua dirigint els espectacles malgrat les dificultats.

## Repartiment
- Aldo Fabrizi: Cavaller Nino Martoni
- Gina Lollobrigida: Margherita, també coneguda com Rita Buton
- Delia Scala: Vera
- Tamara Lees: Franca
- Marcello Mastroianni: Carlo Danesi, el nuvi de Franca
- Enzo Maggio: Luigi, conegut com Gigetto
- Nyta Dover: Lucy Astrid
- Aldo Giuffré: el cambrer
- Bruno Corelli: Dede Moreno
- Furlanetto: Renato Borselli, l'industrial
- Giovanni Barrella: l'empresari del teatre
- Michele Malaspina: Comendatore Cantelli
- Pasquale Misiano: el mestre
- Eduardo Passarelli: Pasquale Pilone, l'administrador
- Lydia Alfonsi: obrera, amiga de Franca
- Paolo Ferrara: el comissari
- Pina Piovani: la propietària de la pensió de Roma
- Amina Pirani Maggi: la mestressa de la pensió de Milà
- Mario Russo: Mario Cantelli, el nuvi de la Vera
- Nino Vingelli: el barber
- Ciro Berardi: el bomber

## Distribució
Estrenat als cinemes italians el 28 de setembre de 1950, va ser exportat i presentat el 12 de març de 1954 a Portugal i el 3 d'agost de 1955 a França, amb els títols respectius de Vida de Cão i Dans les coulisses.

## Crítica
| «                                           | «Steno i Monicelli (...) sentint sens dubte el caràcter ja oleogràfic del tema, van tenir la bona idea (...) de centrar-se en la descripció d'un entorn menys conegut: el dels pobles visitats, de fet, només per les empreses de tercer i quart ordre. (...) Tota la primera part de la pel·lícula no només és divertida sinó també veraç. A la segona part, però, la pel·lícula passa (...) a l'argument i de seguida cau en la recepta i el tòpic (...).» | » |
| — (Giuseppe Marotta, L'Europeo, 15/11/1950) | |   |